# Cyrtodactylus tuberculatus
Cyrtodactylus tuberculatus là một loài thằn lằn trong họ Gekkonidae. Loài này được Lucas & Frost mô tả khoa học đầu tiên năm 1900.